# وایات (ایندیانا)
وایات (به انگلیسی: Wyatt) یک منطقهٔ مسکونی در ایالات متحده آمریکا است که در شهرستان سنت ژوزف، ایندیانا واقع شده‌است. وایات ۱۱۷ نفر جمعیت دارد و ۲۵۳ متر بالاتر از سطح دریا واقع شده‌است.